# Народна творчість та етнологія
«Наро́дна тво́рчість та етноло́гія» — науково-популярний ілюстрований часопис Інституту мистецтвознавства, фольклористики та етнології імені М.Рильського НАН України та Міністерства культури і туризму України. Заснований 1925 року Етнографічною комісією при ВУАН під назвою «Етнографічний вісник» (до 1932). Згодом публікувався як «Український фольклор» (1937—1939), «Народна творчість» (1939—1941), «Народна творчість та етнографія» (1957—2010). З 2011 року виходить під назвою «Народна творчість та етнологія». З 1957 року друкувався в Києві як квартальник, з 1990 — двомісячник. Головні редактори: Максим Рильський (1957—64), О. Костюк (в. о. гол. редактора, 1965), О. Дей (1966—1973), С. Зубков (1974—1987), О. Костюк (1988—1999), Г.Скрипник (від 2000). У 1960—1970-х роках тираж сягав 12 710 примірників, з 2000 року — 850.
У часописі висвітлюються питання теорії, історії і сучасного стану народної культури, а саме: словесної, музичної і пісенної народної творчості, хореографічної народної творчості, народного образотворчого мистецтва, народного побуту, театральної і кінематографічної самодіяльності, а також публікуються нові зразки народної творчості, критично-бібліографічні огляди нових видань, інформації з питань народної творчості та етнографії, в яких відображені досягнення в галузі культури українського та інших слов'янських народів. Часопис ілюстрований репродукціями зразків народного мистецтва.
Значне місце в часописі посідають публікації зразків народної словесної, пісенної і музичної творчості, народного танцювального й образотворчого мистецтва. Друкуються матеріали з історії фольклористики й етнографії, про творчість видатних народних співців, кобзарів, розповідачів, майстрів народного мистецтва.
Часопис подає широку інформацію про роботу в галузі народної творчості й етнографії, яку ведуть науково-дослідні, вищі та спеціальні середні навчальні заклади, будинки й палаци культури, музеї, клуби України та інших країн.
Постійні рубрики: «Статті, розвідки і матеріали» (замітки та матеріали), «Дослідження з історії науки та культури», «З експедиційних матеріалів», «Публікації», «З архівів, колекцій та рідкісних видань», «Трибуна молодого дослідника» (сторінка молодого дослідника), «На допомогу художній самодіяльності», «Вам, вчителі» (на допомогу вчителеві), «Наш календар» (ювілейні та пам'ятні дати), «Критика та бібліографія», «Огляди, рецензії, анотації», «Нам пишуть» (з пошти часопису), «Хроніка».
На сторінках часопису друкуються як видатні вчені, молоді дослідники (аспіранти), так і не байдужі до питань народної творчості дописувачі — краєзнавці, учителі, працівники відділів освіти та культури, художні керівники творчих колективів.